# Football Club Chiasso
El FC Chiasso es un club de fútbol suizo de la ciudad de Chiasso en el Cantón del Tesino. Fue fundado en 1905 y se desempeña en la Promotion League, que equivale a la Tercera División de Suiza.

## Historia
El FC Chiasso jugó en la Serie A de Italia entre 1914 y 1923. El periodo más exitoso para el club fue entre 1948 y la temporada 1960-61, cuando el equipo ascendió a la Superliga de Suiza. En la temporada 1950-51 logró el subcampeonato, y la tercera posición en la 1951-52.

## Uniforme
- Uniforme titular: Camiseta a rayas rojas y azules, pantalón blanco, medias azules.
- Uniforme alternativo: Camiseta blanca, pantalón blanco, medias blancas.

## Jugadores

### Cedidos en otros clubes
| Posición  | Jugador        | Equipo    |
| --------- | -------------- | --------- |
| Delantero | Joaquín Ardaiz | Frosinone |

### Jugadores destacados
| - Kevin Arriola |

## Palmarés

### Torneos nacionales
- Subcampeón de la Nationalliga (1): 1951.